# Озуере
Озуере (д/н — 1713) — великий оба (володар) держави Едо в 1712—1713 роках.

## Життєпис
Другий син великого оби Евуакпе. Про молоді роки його обмаль відомостей. 1712 року після смерті батька за підтримки частини знаті та їаси (головнокомандувача) Оде виступив проти старшого брата і спадкоємця трону, якого повалив. В результаті зумів захопити трон. Втім його влада була непевною, а порушення закону спадкоємця спричинило загальний хаос в провінціях та залежних державах.
1713 року проти Озуере виступив брат Акензуа. Зазнавши поразки великий оба втік із столиці. Невдовзі після цього він загинув за невідомих обставин (за легендою — від удару блискавки, більш ймовірно його було отруєно). Трон отримав Акензуа.